# Administrativní dělení Kuby

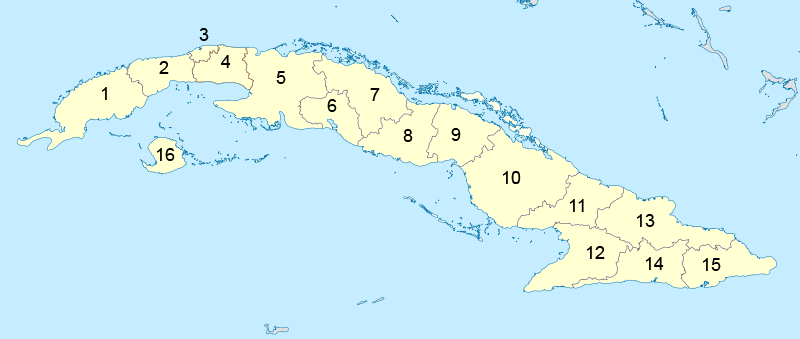
Provincie Kuby

Kuba je unitární stát, který se skládá ze 15 provincií a jedné municipio especial - Isla de la Juvenad. Těchto 16 státotvorných celků se dále dělí na 169 municipios.
|    | Provincie           | Hlavní město          | Rozloha (km²) | Obyvatel. (2018) | Hustota zalid. (obyv./km²) | Geodata  |
| -- | ------------------- | --------------------- | ------------- | ---------------- | -------------------------- | -------- |
| 1  | Pinar del Río       | Pinar del Río         | 8 883,74      | 585 555          | 65,9                       | OSM, WMF |
| 2  | Artemisa            | Artemisa              | 4 003,24      | 511 079          | 127,7                      | OSM, WMF |
| 3  | La Habana           | Havana                | 728,26        | 2 131 480        | 2 926,8                    | OSM, WMF |
| 4  | Mayabeque           | San José de las Lajas | 3 743,81      | 383 403          | 102,1                      | OSM, WMF |
| 5  | Matanzas            | Matanzas              | 11 791,82     | 714 843          | 60,1                       | OSM, WMF |
| 6  | Cienfuegos          | Cienfuegos            | 4 188,61      | 406 751          | 97,1                       | OSM, WMF |
| 7  | Villa Clara         | Santa Clara           | 8 411,81      | 780 749          | 92,8                       | OSM, WMF |
| 8  | Sancti Spíritus     | Sancti Spíritus       | 6 777,28      | 465 780          | 68,7                       | OSM, WMF |
| 9  | Ciego de Ávila      | Ciego de Ávila        | 6 971,64      | 435 006          | 62,4                       | OSM, WMF |
| 10 | Camagüey            | Camagüey              | 15 386,16     | 767 138          | 49,9                       | OSM, WMF |
| 11 | Las Tunas           | Victoria de Las Tunas | 6 592,66      | 535 335          | 81,2                       | OSM, WMF |
| 12 | Granma              | Bayamo                | 8 374,24      | 823 651          | 98,4                       | OSM, WMF |
| 13 | Holguín             | Holguín               | 9 215,72      | 1 027 249        | 111,5                      | OSM, WMF |
| 14 | Santiago de Cuba    | Santiago de Cuba      | 6 227,78      | 1 049 256        | 168,8                      | OSM, WMF |
| 15 | Guantánamo          | Guantánamo            | 6 167,97      | 508 552          | 82,5                       | OSM, WMF |
| 16 | Isla de la Juventud | Nueva Gerona          | 2 419,27      | 84 893           | 35,1                       | OSM, WMF |
|    | Kuba                | Havana                | 109 884,01    | 11 238 317       | 102,3                      |          |

## Historie

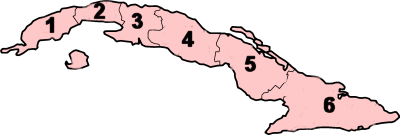
Provincie Kuby před rokem 1976

Kuba byla rozdělena na provincie španělskou koloniální vládou v roce 1878. Od roku 1878 do 1976 byla rozdělena na 6 provincií. Během své existence prošly původní provincie menšími změnami, měnily se většinou jména nebo hlavní města provincíi, došlo také k malým změnám v hranicích provincií.
Původní provincie (ze západu na východ):
1. Pinar del Río
2. La Habana,
3. Matanzas
4. Las Villas, (před rokem 1940 "Santa Clara"),
5. Camagüey, (před rokem 1899 "Puerto Príncipe")
6. Oriente, (před rokem 1905 "Santiago de Cuba")

V roce 1976 byla Kuba rozdělena na 14 provincií a zvláštní jednotku Isla de Pinos. V roce 1978 se Isla de Pinos přejmenovala na Isla de la Juventud (Ostrov Mládeže). K 1. lednu 2011 byla zrušena provincie La Habana a vytvořeny dvě nové provincie Artemisa a Mayabeque. Artemisa vznila z části provincie La Habana a části provincie Pinar del Río. Provincie Mayabeque vznikla ze zbývající části původní provincie La Habana. Provincie Ciudad de La Habana dostala jméno staré provincie La Habana, nemá tedy nic společného z původní provincií existující do roku 2011.